# Probka
Probka är en låt framförd av Intars Busulis. Den är skriven av Karlis Lacis, Janis Elsbergs och Sergej Timofejev.
Låten var Lettlands bidrag i Eurovision Song Contest 2009 i Moskva i Ryssland. I semifinalen den 14 maj slutade den på nittonde plats med 7 poäng vilket inte var tillräckligt för att gå vidare till finalen.